# Куузе
Ку́узе (ест. Kuuse küla) — село в Естонії, у волості Ляене-Сааре повіту Сааремаа.

## Населення
Чисельність населення на 31 грудня 2011 року становила 21 особу.

## Географія
Край села проходить автошлях 78 (Курессааре — Кігелконна — Веере).

## Історія
До 12 грудня 2014 року село входило до складу волості Кярла.

## Господарство
У селі розташовується управління Сааремааським лісництвом.